# The Casual Vacancy
The Casual Vacancy (Brasil: Morte Súbita / Portugal: Uma Morte Súbita) é um livro da escritora britânica J. K. Rowling, o primeiro seguinte à série Harry Potter, lançado em 27 de setembro de 2012 pela editora americana Little, Brown and Company. Nos Estados Unidos, o livro teve uma tiragem inicial de dois milhões de exemplares. Antes mesmo do lançamento 'The Casual Vacancy' já havia vendido um milhão de cópias antecipadas. Nas primeiras três semanas depois do lançamento, foi anunciado que já havia ultrapassado um milhão de cópias vendidas na língua inglesa em todos os formatos.
No Brasil, onde leva o título Morte Súbita, teve seus direitos de publicação comprados pela Nova Fronteira, selo da editora Ediouro que o publicou em dia 6 de dezembro de 2012. Em Portugal, intitulado Uma Morte Súbita, foi lançado pela Editorial Presença (que já havia editado a coleção Harry Potter de Rowling em português) dia 21 de Novembro de 2012, com uma tiragem inicial de 50.000 exemplares. O livro foi lançado em capa mole e com o símbolo de "livro amigo do ambiente", e promovido com uma contagem decrescente pela Editorial Presença e uma competição para ganhar um de dez livros numerados e assinados pela autora. A tradução foi feita por Alberto Gomes, Manuel Alberto Vieira, Marta Fernandes e Helena Sobral (para acelerar o processo de publicação), e coordenada por Alberto Gomes.

## Enredo
O romance conta a história de uma pequena cidade do interior chamada Pagford, sendo dividido em sete partes: Parte Um (Vacância do Mandato de um Conselheiro), Parte Dois (Comentário Fundamentado), Parte Três (Duplicidade), Parte Quatro (Lunáticos), Parte Cinco (Privilégio), Parte Seis (Pontos Francos dos Grupos Voluntários) e Parte Sete (Combate à Pobreza). Cada parte é iniciada por uma citação de 'Administração dos Conselhos Locais', de Charles Arnold-Baker. Todas as partes contém vários capítulos, que vão contando as histórias dos vários personagens, por diferentes pontos de vista. E é assim que ricos entram em conflitos com os pobres, adolescentes com seus pais, esposas com seus maridos. Pagford não é o que parece ser.
A primeira parte representa o rescaldo da morte do Conselheiro de Pagford, Barry Fairbrother, que sofre um aneurisma, e morre no estacionamento de um campo de golfe local. Os habitantes da cidade passam a saber notícia, assim como seus amigos e parentes, e o caos se instala. A morte de Barry revive uma questão que há muito atormenta os membros do conselho, se o problemático bairro 'Fields' (que inclui a clínica de reabilitação para viciados em drogas, Bellchapel) deve continuar fazendo parte de Pagford, ou ser entregue à responsabilidade da cidade de Yarvil.
Uma eleição para a vaga deixada por Barry é então organizada, e os candidatos são divididos entre a favor e contra Fields. Durante a campanha eleitoral, os filhos de membros atuais e de candidatos ao conselho decidem se vingar dos pais, por motivos variados, ao revelar seus segredos mais ocultos usando o codinome "O Fantasma de Barry Fairbrother" na página do conselho. Andrew, filho de Simon Price, é o primeiro a postar, informando a todos que seu pai havia comprado um computador roubado. Sukhvinder (que, como Andrew, aprende sobre hackeamento na internet) segue, fazendo uma postagem que sua mãe, Dr. Parminder Jawanda, era apaixonada por Barry. Em terceiro lugar, vem a mensagem de Stuart Wall, alegando seu pai, Colin, sofre de medo obsessivo de ter molestado uma criança sem qualquer memória do fato. E para finalizar, aparecem mensagens alegando que o líder do Conselho, Howard Mollison (dono de uma delicatessen local), está tendo um caso com sua parceira de negócios Maureen. O filho de Howard, Miles Mollison, é o candidato vencedor, para grande orgulho de seus pais e desgosto de sua esposa, Samantha, que confessa que não ama mais ele, tendo fantasias sexuais com um integrante da banda que a filha é fã.
A história também mostra o bullying sofrido por Sukhvinder, principalmente vindo de Stuart, que manda mensagens anonimas pelo Facebook, pressionada por Stuart e pela incompreensão de sua mãe, Jawanda, Sukhvinder adquire o ato de se cortar com uma lâmina. Jawanda é um membro do conselho e médica local, famosa por não usar antibióticos, e numa reunião do conselho, visando defender o ponto de vista de Barry sobre Fields e Bellchapel, acaba comparando a obesidadee os problemas de saúde de seu paciente Howard, com o uso de drogas dos viciados da Bellchapel, assim perdendo seu emprego. Também mostra Kay, que trabalha de assistente social em Fields. Ela tem uma filha chamada Gaia, que juntas se mudaram de Londres para Pagford para morar com Gavin, o novo namorado Kay, que sem ela saber, quer que Kay suma da sua vida. Gavin por sua vez, acaba se apaixonando por Mary Fairbrother, viúva de Barry, o seu melhor amigo. Já Gaia, odeia Gavin e Pagford, e sente muita falta da descolada vida que levava em Londres. Gaia vira amiga de Sukhvinder, e acaba chamando a atenção de Andrew, que logo se apaixona por ela. Gaia, Sukhvinder e Andrew, juntos, começam a trabalhar no novo negócio local de Howard Mollison, e na festa de aniversário de Howard, são contratados para trabalharem como garçom e garçonetes. É nessa festa que Gaia acaba beijando Stuart, melhor amigo de Andrew, que se sente ofendido e acaba se agarrando com Samantha, onde são pegos por Miles.
Outro grande foco do romance é a vida traumática de Krystal Weedon, que tem 16 anos de idade. Ela vive em Fields em condições miseráveis com sua mãe Terri, que é uma prostituta e viciada em heroína e com seu irmão Robbie de apenas 3 anos de idade. Krystal tinha uma forte ligação com Barry, que era o treinador do seu time de remo, Barry via em Krystal algo que ninguém conseguia ver. Apesar de rebelde e de personalidade forte, ela é muito ligada ao seu irmão mais novo Robbie, e faz de tudo para que ele não seja tirado da guarda da mãe pela assistência social, que vem acompanhando o caso. A assistente social Kay é determinada a lutar contra o uso de drogas de Terri e que assim ela tenha a responsabilidade suficiente de cuidar de Robbie, no entanto em recaídas, o traficante que fornece drogas a  Terri, Obbo, estupra Krystal, desesperada, Krystal diz que vai dizer tudo a o Sr. Fairbrother, que já não mas estava vivo. Estimulada a começar uma família em outro lugar, Krystal tem relações sexuais desprotegidas com Stuart em uma tentativa de engravidar. É durante um desses casos, que Robbie foge do casal em um parque, e acaba caindo no rio, se afogando, apesar da tentativa Sukhvinder para salvá-lo. Krystal fica tão perturbada que, num ato desesperado, comete suicídio tomando uma overdose de heroína.
Stuart Wall assume a culpa por todas as mensagens do "O Fantasma de Barry Fairbrother". Samantha Mollison se sente comovida pela morte dos moradores de Fields e resolve ser membro do Conselho. Simon Price inicia a sua mudança com sua família para a cidade Reading. Kay se separa de Gavin e se prepara para ir embora com sua filha, Gaia. Sukhvinder se transforma numa heroína local por ter arriscado a vida para salvar Robbie, que por sua vez se transforma numa especie de anjo no imaginário das pessoas, adquirindo a compaixão e dó dos moradores de Pagford. Mas Krystal, sempre iria ser vista como uma menina má, que por negligencia, deixou o irmão morrer. Enquanto acontece o funeral dos irmãos, Sukhvinder relembra de Krystal; uma menina engraçada e durona, impossível de intimidar, sempre pronta para briga.
Ao fim, é concluído que as questões sociais que abordadas são relevantes em qualquer lugar: os conflitos familiares e conjugais, as tensões entre pais e filhos, o conflito ideológico entre a ênfase na autonomia e o apoio proporcionado pelas administrações. Drogas, marginalidade e overdose de realidade estão na radiografia dos adolescentes que tende abrir passagem para o mundo adulto bastante pouco compreensível. Um  olhar sobre as desigualdades, retratando muito ironicamente a família média burguesa, com muitos trapos sujos no armário. E a sociedade contemporânea desenvolvida, com menos tempo para as crianças e adolescentes e para si mesmos, por causa de existente uma brecha geracional.

## Personagens
Adaptado de The Telegraph.
- Barry Fairbrother - Um membro da Assembleia Comunitária de Pagford que nasceu em Fields, e luta para que esta continue fazendo parte do vilarejo. Ele é treinador da equipe de remo feminino da escola pública local. É sua morte que desencadeia os acontecimentos do livro.
- Howard Mollison - Líder da Assembleia Comunitária de Pagford e dono de uma delicatessen, posiciona-se firmemente contra Fields, e vê na morte de Barry uma oportunidade para que seja finalmente separada do vilarejo que adora.
- Shirley Mollison - Esposa de Howard. Ela tem orgulho de seu marido e filho, por quem tem grande devoção. Também participa da política de Pagford.
- Miles Mollison - Filho de Howard e Shirley, é advogado. Candidata-se à vaga de Barry para apoiar o pai.
- Samantha Mollison - Esposa de Miles e dona de uma loja de Lingeries. Ela encontra-se frustrada com sua vida, tendo perdido o interesse no marido e em sua vida parada em Pagford.
- Krystal Weedon - Moradora de Fields. Krystal é vista como um problema pelos moradores de Pagford, por sua personalidade forte e atitude rebelde. Ela precisa lidar com o problema da mãe com drogas e cuidar do seu irmão mais novo Robbie, que corre o risco de ser tirado da família.
- Terri Weedon - Mãe de Krystal e Robbie. Viciada em heroína, ela chegou a se prostituir para comprar a droga e frequentemente permite que objetos de origem duvidosa e drogas para tráfico sejam escondidas em sua casa. Para evitar perder o filho, ela tenta se reabilitar com a ajuda da clínica Bellchapel.
- Obbo - Traficante e amigo de infância de Terri Weedon, fornece heroína para Terri em troca de favores, como o armazenamento de drogas e produtos contrabandeados em sua casa.
- Colin "Pombinho" Wall - Vice-diretor da escola pública local. Tinha grande admiração por Barry e decide candidatar-se à Assembleia Comunitária para continuar a luta do amigo. Sofre de transtorno obsessivo-compulsivo, especialmente com pensamentos invasivos.
- Tessa Wall - Esposa de Colin e conselheira da escola.
- Stuart "Bola" Wall - Filho adotivo de Colin e Tessa. Tem relações sexuais com Krystal, apesar de não demonstrar muito interesse por ela.
- Andrew "Arf" Price - Melhor amigo de Stuart desde a infância, sofre com um pai agressivo e uma mãe que sempre procura justificativas para as atitudes do marido.
- Simon Price - Pai de Andrew e Paul, e marido da enfermeira Ruth. Ele está frequentemente envolvido em questões ilegais, e decide se candidatar à eleição na expectativa de ganhar subornos. Também frequentemente bate e ameaça sua família.
- Parminder Jawanda - Médica de clínica geral casada com Vikram, é membro da Assembleia Comunitária de Pagford e antiga aliada de Barry.
- Vikram Jawanda - Casado com Parminder, cirurgião que salvou a vida de Howard Mollison em seu primeiro ataque cardíaco.
- Sukhvinder Jawanda - Filha de Parminder e Vikram, tem dois irmãos. Sukhvinder sofre com dislexia e baixa auto-estima. Ela é vítima de bullying, principalmente da parte de Stuart, tem pensamentos suicidas e encontra conforto na dor provocada por ela mesma com pequenos cortes que fazia nos braços.
- Gavin Hughes - Um advogado, sócio de Miles. Barry era seu melhor amigo e ele se aproxima de sua família depois da morte dele, acabando por se apaixonar por Mary, a viúva.
- Kay Bawden - Uma assistente social que se muda para Pagford na esperança de se aproximar de Gavin, com quem vinha tendo um relacionamento à distância, e se decepciona com a indiferença dele.
- Gaia Bawden - Filha de Kay. Se ressente com a mãe por obrigá-la a se mudar para Pagford. Ela atrai a atenção de rapazes da vilarejo, especialmente de Andrew.

## Adaptação
Em 3 de dezembro de 2012, foi anunciado que o livro será adaptado para uma série de televisão, com lançamento esperado para 2014 na BBC One. A série será produzida por uma companhia de produção independente com Rick Senat como produtor executivo e JK Rowling colaborará de perto na adaptação. O número e duração de episódios será decidido quando o processo de adaptação começar.
Em 12 de setembro de 2013, a Warner Bros. anunciou que será a distribuidora da série pelo mundo, exceto no Reino Unido.